# Wolbrantskerkweg
De Wolbrantskerkweg is een straat in de Amsterdamse wijk Osdorp. De straat is een doorgaande route voor het verkeer en loopt van oost naar west en ligt in het verlengde van de Koos Vorrinkweg. Na de kruising met het Tussen Meer verandert de straat in een woonstraat en loopt dan met een bocht naar rechts dood op het Hoekenes.
Tussen de Koos Vorrinkweg en de Wolbrantskerkweg lag tot in de jaren tachtig het braakliggende tracé van de (nooit) verlengde Cornelis Lelylaan met het  geplande metrotracé. Dit tracé werd in de jaren tachtig bebouwd met sociale woningbouw. De oorspronkelijke bebouwing, waaronder de met gekleurde borstplaten uitgeruste portiekflats uit de jaren zestig, zijn aan de oostzijde van de straat allemaal vervangen door nieuwbouw of heel grondig gerenoveerd zo rond het jaar 2000. Ten noorden van de straat verscheen het stadspark Osdorp. Aan de westzijde van de straat staat de meeste oorspronkelijke bebouwing er nog steeds.
Sinds 2012 rijdt er na meer dan 50 jaar geen buslijn van het GVB meer door de straat.
De straat werd op 14 december 1960 vernoemd naar het voormalige kerkdorp Wolbrands, dat bij de Sint Elisabethsvloed van 1421 verdween en lag nabij het huidige Dubbeldam. Toen nog werd gesproken van "Zuyt-Hollandt" kwamen diverse spellingen voor zoals Wolbrands-, Wolbrants- en Wolbrandtskerck(e). Later werd de naam veranderd in Cruijskercke.